# Tables, Ladders & Chairs Match

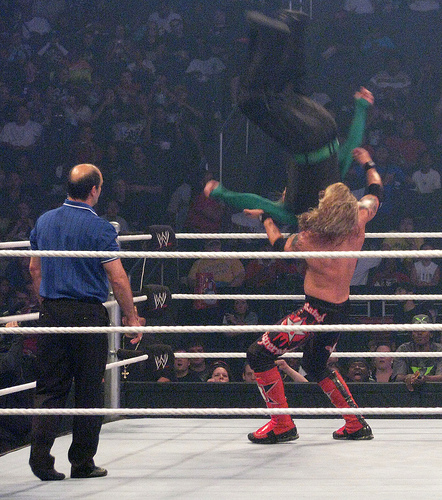
Las mesas, las escaleras y las sillas combinan

El Tables, Ladders & Chairs Match (también abreviado TLC Match) es un tipo de combate de lucha libre profesional dentro de la WWE. Es una variación de Ladder Match, la cual se modifica para incluir las mesas y las sillas.
La forma de ganar este combate es descolgando el objeto (usualmente campeonatos) que son suspendidos sobre el ring. Estos combates son de naturaleza Hardcore. En el evento WWE Tables, Ladders & Chairs de la edición 2012 se programó una lucha con esta estipulación en equipos donde la única forma de ganar era por conteo de tres o rendición, desde ese momento se incluyó la forma de obtener la victoria mediante Pinfall o sumisión en caso de que no haya ningún campeonato, contrato o cualquier otro objeto colgado encima del ring que se encuentre en disputa, es decir, que se esté defendiendo o este en juego para que los luchadores se enfrenten en este tipo de combate.

## Combates TLC en la World Wrestling Federation/Entertainment/WWE
El primer Tables, Ladders & Chairs Match se celebró en SummerSlam 2000 donde los ganadores del combate fueron Edge & Christian reteniendo los títulos. El combate también implicó a The Hardy Boyz y The Dudley Boyz. 
| N.º | Ganador(es)                                            | Perdedor(es)                                                                                                   | Título                                                                         | Fecha                    | Evento                                   | Lugar                       |
| --- | ------------------------------------------------------ | --- | ------------------------------------------------------------------------------ | ------------------------ | ---------------------------------------- | --------------------------- |
| 1   | Edge & Christian (c)                                   | The Dudley Boyz (Bubba Ray Dudley & D-Von Dudley) y The Hardy Boyz (Matt Hardy & Jeff Hardy)                   | Campeonato en Parejas de la WWF                                                | 27 de agosto de 2000     | SummerSlam 2000                          | Raleigh, North Carolina     |
| 2   | Edge & Christian                                       | The Dudley Boyz (Bubba Ray Dudley & D-Von Dudley) (c) y The Hardy Boyz (Matt Hardy & Jeff Hardy)               | Campeonato en Parejas de la WWF                                                | 1 de abril de 2001       | WrestleMania X-Seven                     | Houston, Texas              |
| 3   | Chris Benoit & Chris Jericho (c)                       | The Dudley Boyz (Bubba Ray Dudley & D-Von Dudley), Edge & Christian y The Hardy Boyz (Matt Hardy & Jeff Hardy) | Campeonato en Parejas de la WWF                                                | 24 de mayo de 2001       | Thursday Night SmackDown!                | Anaheim, California         |
| 4   | Hurri-Kane (The Hurricane & Kane) (c)                  | Christian & Chris Jericho, Jeff Hardy & Rob Van Dam y The Dudley Boyz (Bubba Ray Dudley & Spike Dudley)        | Campeonato en Parejas de la WWE                                                | 7 de octubre de 2002     | RAW Zone                                 | Las Vegas, Nevada           |
| 5   | Edge (c)                                               | Ric Flair | Campeonato de la WWE                                                           | 16 de enero de 2006      | RAW Zone                                 | Raleigh, North Carolina     |
| 6   | John Cena                                              | Edge (c) | Campeonato de la WWE                                                           | 17 de septiembre de 2006 | Unforgiven                               | Toronto, Canadá             |
| 7   | Edge                                                   | The Undertaker                                                                                                 | Campeonato Mundial Peso Pesado                                                 | 1 de junio de 2008       | One Night Stand                          | San Diego, California       |
| 8   | CM Punk                                                | Jeff Hardy (c)                                                                                                 | Campeonato Mundial Peso Pesado                                                 | 23 de agosto de 2009     | SummerSlam 2009                          | Los Ángeles, California     |
| 9   | D-Generation X (Shawn Michaels & Triple H)             | Jeri-Show (Chris Jericho & The Big Show) (c)                                                                   | Campeonato Unificado en Parejas de la WWE                                      | 13 de diciembre de 2009  | TLC: Tables, Ladders & Chairs            | San Antonio, Texas          |
| 10  | The Miz (c)                                            | Jerry Lawler                                                                                                   | Campeonato de la WWE                                                           | 29 de noviembre de 2010  | RAW                                      | Filadelfia, Pensilvania     |
| 11  | Edge                                                   | Kane (c), Alberto Del Rio y Rey Mysterio                                                                       | Campeonato Mundial Peso Pesado                                                 | 19 de diciembre de 2010  | TLC: Tables, Ladders & Chairs            | Houston                     |
| 12  | CM Punk (c)                                            | Alberto Del Rio y The Miz                                                                                      | Campeonato de la WWE                                                           | 18 de diciembre de 2011  | TLC: Tables, Ladders & Chairs            | Baltimore, Maryland         |
| 13  | The Shield (Seth Rollins, Dean Ambrose & Roman Reigns) | Ryback & Team Hell No! (Daniel Bryan & Kane)                                                                   | -                                                                              | 16 de diciembre de 2012  | TLC: Tables, Ladders & Chairs            | Brooklyn, New York          |
| 14  | CM Punk (c)                                            | Ryback | Campeonato de la WWE                                                           | 7 de enero de 2013       | RAW                                      | Tampa, Florida              |
| 15  | Randy Orton (c-WWE)                                    | John Cena (c-WHC)                                                                                              | Campeonato de la WWE y Campeonato Mundial Peso Pesado                          | 8 de diciembre de 2013   | TLC: Tables, Ladders & Chairs            | San Antonio, Texas          |
| 16  | El Torito                                              | Hornswoggle | -                                                                              | 4 de mayo de 2014        | Extreme Rules                            | East Rutherford, New Jersey |
| 17  | Bray Wyatt                                             | Dean Ambrose                                                                                                   | -                                                                              | 14 de diciembre de 2014  | TLC: Tables, Ladders, Chairs... & Stairs | Cleveland, Ohio             |
| 18  | Sheamus (c)                                            | Roman Reigns                                                                                                   | Campeonato Mundial Peso Pesado de la WWE                                       | 13 de diciembre de 2015  | TLC: Tables, Ladders & Chairs            | Boston, Massachusetts       |
| 19  | AJ Styles (c)                                          | Dean Ambrose                                                                                                   | Campeonato Mundial de la WWE                                                   | 4 de diciembre de 2016   | TLC: Tables, Ladders & Chairs            | Dallas, Texas               |
| 20  | Kurt Angle y The Shield (Seth Rollins y Dean Ambrose)  | The Miz, Braun Strowman, Kane, Cesaro & Sheamus.                                                               | -                                                                              | 22 de octubre de 2017    | TLC: Tables, Ladders & Chairs            | Minneapolis, Minnesota      |
| 21  | Seth Rollins (c)                                       | Baron Corbin                                                                                                   | Campeonato Intercontinental                                                    | 10 de diciembre de 2018  | RAW                                      | San Diego, California       |
| 22  | Braun Strowman                                         | Baron Corbin                                                                                                   | Gerencia General permanente de RAW vs. Oportunidad por el Campeonato Universal | 16 de diciembre de 2018  | TLC: Tables, Ladders & Chairs            | San José, California        |
| 23  | Asuka                                                  | Becky Lynch (c) y Charlotte Flair                                                                              | Campeonato Femenino de SmackDown                                               | 16 de diciembre de 2018  | TLC: Tables, Ladders & Chairs            | San José, California        |
| 24  | King Corbin                                            | Roman Reigns                                                                                                   | -                                                                              | 15 de diciembre de 2019  | TLC: Tables, Ladders & Chairs            | Minneapolis, Minnesota      |
| 25  | The Kabuki Warriors (Asuka & Kairi Sane) (c)           | Becky Lynch & Charlotte Flair                                                                                  | Campeonato Femenino en Parejas de la WWE                                       | 15 de diciembre de 2019  | TLC: Tables, Ladders & Chairs            | Minneapolis, Minnesota      |
| 26  | Io Shirai (c)                                          | Candice LeRae                                                                                                  | Campeonato Femenino de NXT                                                     | 28 de octubre de 2020    | NXT Halloween Havoc                      | Orlando, Florida            |
| 27  | Drew McIntyre (c)                                      | AJ Styles y The Miz                                                                                            | Campeonato de la WWE                                                           | 20 de diciembre de 2020  | TLC: Tables, Ladders & Chairs            | San Petersburgo, Florida    |
| 28  | Roman Reigns (c)                                       | Kevin Owens | Campeonato Universal de la WWE                                                 | 20 de diciembre de 2020  | TLC: Tables, Ladders & Chairs            | San Petersburgo, Florida    |
| 29  | The Creed Brothers (Brutus Creed & Julius Creed)       | Angel Garza & Humberto Carrillo                                                                                | -                                                                              | 31 de octubre de 2023    | NXT Halloween Havoc                      | Orlando, Florida            |
| 30  | Tony D'Angelo (c)                                      | Oba Femi | Campeonato Norteamericano de NXT                                               | 27 de octubre de 2024    | NXT Halloween Havoc                      | Hershey, Pensilvania        |
| 31  | The Street Profits (Angelo Dawkins & Montez Ford) (c)  | #DIY (Johnny Gargano & Tommaso Ciampa) y The Motor City Machine Guns (Alex Shelley & Chris Sabin)              | Campeonato en Parejas de la WWE                                                | 25 de abril de 2025      | SmackDown                                | Fort Worth, Texas           |